# ابرهیما کولیبالی
ابرهیما کولیبالی (انگلیسی: Ibréhima Coulibaly؛ زادهٔ ۳۰ اوت ۱۹۸۹) بازیکن فوتبال اهل موریتانی است.
از باشگاه‌هایی که در آن بازی کرده‌است می‌توان به اشاره کرد.
وی همچنین در تیم ملی فوتبال موریتانی بازی کرده‌است.